# Северная Колта
 Северная Колта  — поселок в Богородском районе Нижегородской области.

## География
Находится на расстоянии приблизительно 21 км на юго-восток от районного центра города Богородск.

## История
До апреля 2020 года входил в состав Каменского сельсовета.

## Население
Постоянное население составляло 1 человек (русские 100%) в 2002 году, 4 в 2010.